# Шест шетњи по наративној шуми
Шест шетњи по наративној шуми (енгл. Six Walks in the Fictional Woods) књига је италијанског писца Умберта Ека. Првобитно је достављена на Харвард за предавања Чарлса Елиота Нортона 1992. и 1993. године, а тих шест предавања објављено је у јесен 1994. године.

## Преглед
Наслов књиге потиче од Калвинових Шест белешки за следећи миленијум, али Еко такође наводи и Калвиново дело Ако једне зимске ноћи неки путник као инспирацију јер се овај роман „бави присуством читаоца у причи” који је такође предмет предавања и књиге.
Главне теме којима се Еко бави у књизи су, поред књижевне критике, предмети технике фикције и нарације или реторике.